# اسواردزویل (پنسیلوانیا)
اسواردزویل (به انگلیسی: Swartzville) یک منطقهٔ مسکونی در ایالات متحده آمریکا است که در شهرستان لنکستر، پنسیلوانیا واقع شده‌است. اسواردزویل ۲٬۲۸۳ نفر جمعیت دارد.